# Cheilosia violaceozonata
Cheilosia violaceozonata är en tvåvingeart som beskrevs av Ricardo L. Palma 1864. Cheilosia violaceozonata ingår i släktet örtblomflugor, och familjen blomflugor.
Artens utbredningsområde är Italien. Inga underarter finns listade i Catalogue of Life.